# Schleicher K 8
Die Schleicher K 8 ist ein einsitziges Segelflugzeug der 1950er Jahre. Das Flugzeug ist als Schulterdecker in Gemischtbauweise ausgeführt. Die K 8 wurde und wird aufgrund ihrer robusten Konstruktion vorwiegend zur Anfängerschulung eingesetzt. Insgesamt wurden 1212 Flugzeuge des Typs in verschiedenen Versionen gefertigt. Die Flugzeuge des Typs K 8 werden heute zunehmend von Segelflugzeugen in Kunststoffbauweise verdrängt. Dennoch erfreut sich das Muster, unter anderem wegen des geringen Anschaffungspreises und der einfachen Reparierbarkeit, größer werdender Beliebtheit bei Freunden der historischen Segelfliegerei. Auch in vielen Segelflugvereinen sind Flugzeuge des Typs bis heute aus den gleichen Gründen noch präsent.
Die Musterbezeichnung lautet Schleicher K 8. Aufgrund verschiedener Umstände wird die K 8 häufig auch fälschlich als Ka 8 bezeichnet.

## Geschichte

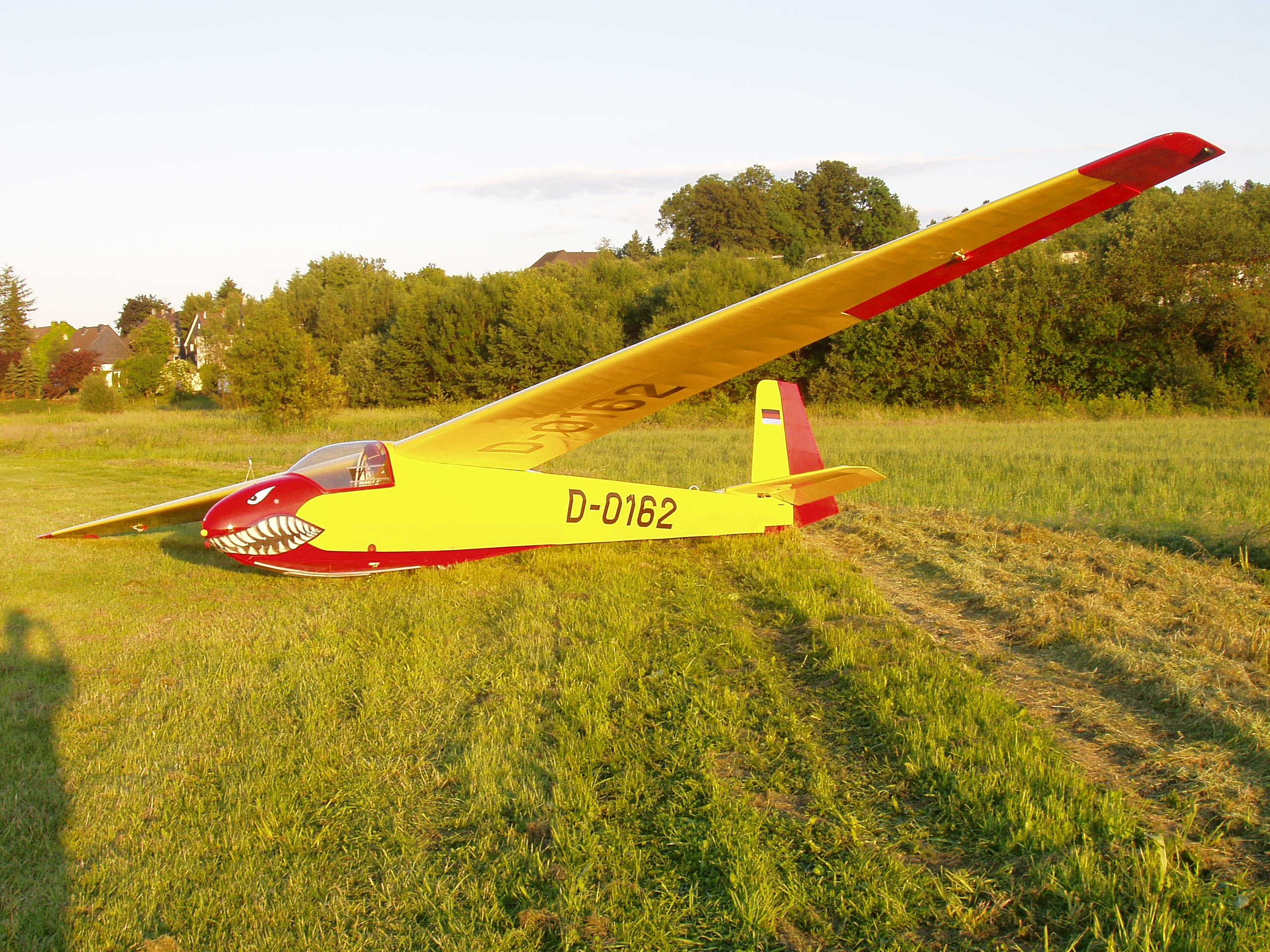
K 8 B mit Haifisch-Nose art

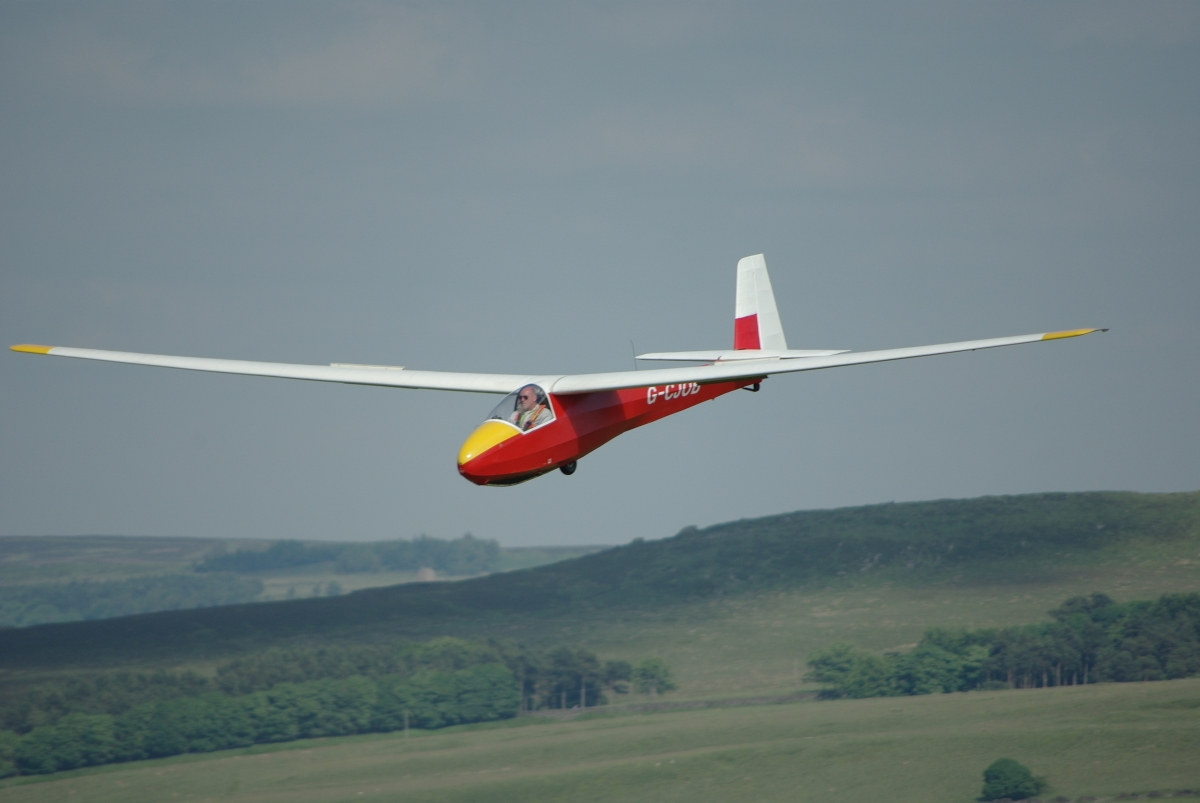
Schleicher K 8 B bei der Vintage Glider Club Rally 2012, Camphill, Derbyshire

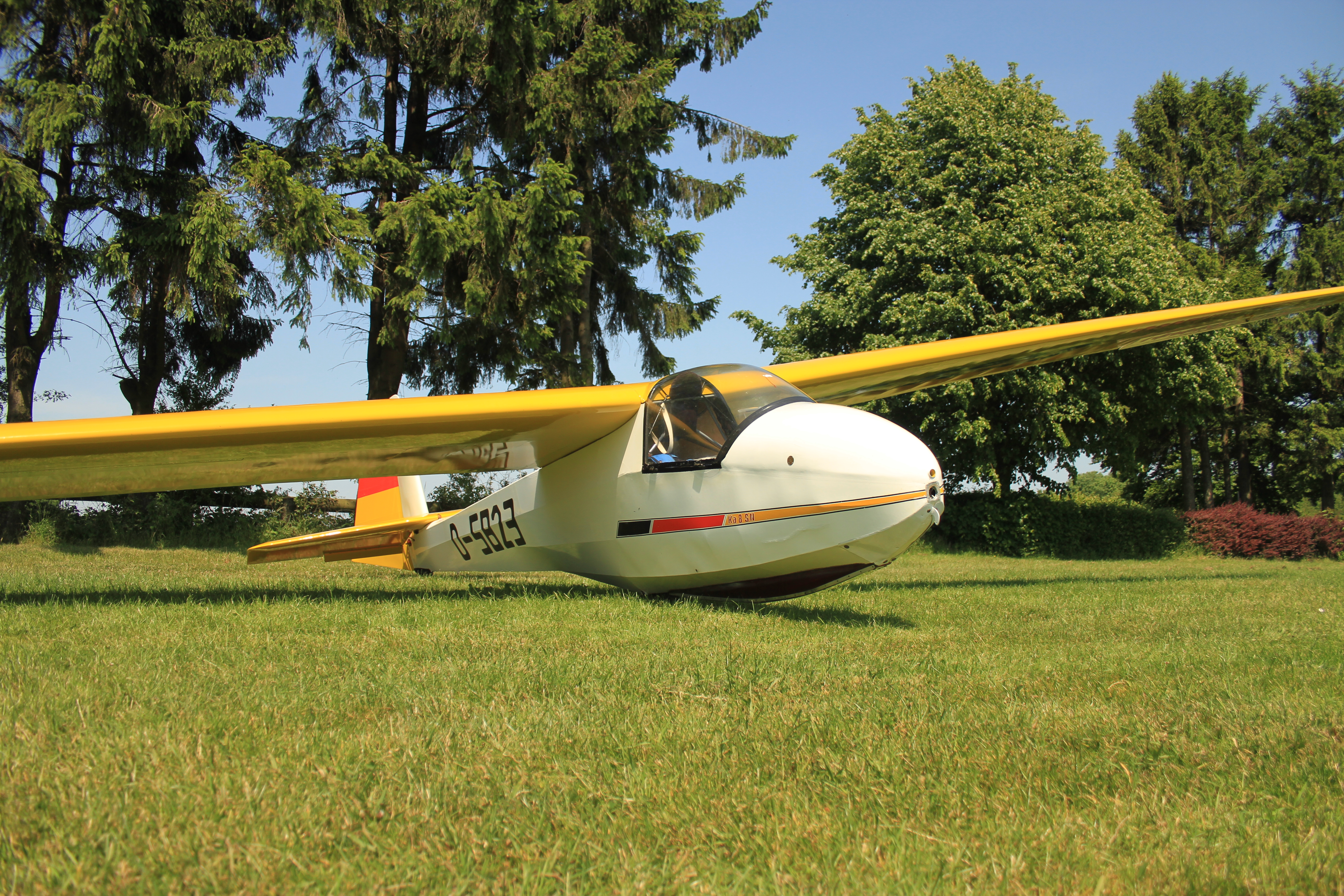
Schleicher K 8 B auf dem Flugplatz Meiersberg

Die K 8 war der achte Entwurf für ein Segelflugzeug von Rudolf Kaiser. Ihr Erstflug war im Jahre 1957. Ziel des Entwurfs war ein robuster, einfacher einsitziger Übungssegler für den Schul- und Vereinsbetrieb.
Von der K 8 wurden in der Ursprungsversion nur sechs Exemplare gebaut, da eine mangelnde Querruderwirkung festgestellt wurde. In der Nachfolgeversion K 8 B wurden größere Querruder, eine Federtrimmung (ab November 1958 wahlweise Flettnertrimmung) und ein Schiebefenster im Haubenrahmen integriert. Die letzte Version war die C-Baureihe ab 1974. Hauptmerkmale waren ein verbessertes Cockpit, ein größeres – vor dem Schwerpunkt angeordnetes – Rad mit 380 mm Durchmesser, eine verkürzte Kufe und großflächigere Leitwerke. Nach etwa zehn Exemplaren der K 8 C stellte Schleicher deren Produktion zugunsten der wesentlich leistungsfähigeren ASK 18 ein.
Von allen K-8-Baureihen wurden bis zur Einstellung der Produktion im Jahr 1976 bei Schleicher 875 und in Lizenz bei Schempp-Hirth sowie auch im Amateurbau weitere 337 Exemplare – insgesamt also 1212 Stück – gefertigt.
Ein Exemplar davon, die K 8 B des Herforder Vereins für Luftfahrt mit dem Kennzeichen D-5727, wurde am 21. Mai 2011 als bewegliches technisches Kulturgut unter Denkmalschutz gestellt. Die 50-jährige „alte Dame“ hatte der Herforder Verein für Luftfahrt selbst gebaut, sie wurde 1961 eingeflogen und befindet sich seitdem ununterbrochen im Flugbetrieb des Vereins.

## Konstruktion
Die K 8 ist ein Schulterdecker mit Flügeln in Rippenbauweise, die um die Profilnase mit Sperrholz beplankt sind. Der Rumpf ist eine stoffbespannte Stahlrohrkonstruktion. Das Fahrwerk besteht aus einem im Bereich des Schwerpunktes angebrachten Hauptrad mit davorliegender Kufe und einem Metallsporn am Heck. Das Hauptrad verfügt über eine an den Bremsklappenhebel gekoppelte Bremse, zusätzlich kann durch Drücken des Knüppels beim Ausrollen die Kufe auf den Boden gedrückt und so eine zusätzliche Bremswirkung erzielt werden. Die großen Bremsklappen fahren nach oben und unten aus den Tragflächen aus. Bremsklappen, Querruder und Höhenruder sind mit Steuerstangen angetrieben, das Seitenruder mit Stahlseilen.
Ursprünglich verfügte die K 8 nur über eine sehr kleine, nur zum Teil verglaste Cockpithaube. In späteren Versionen wurde eine größere vollverglaste – auch als Schweizer Haube bezeichnete – Haube verwendet, auch durch nachträglichen Umbau. Weiterhin kann auf offene Haube umgebaut werden.

## Namensgebung
Der offizielle Name des Flugzeugs gemäß Flughandbuch lautet Schleicher K 8. Die Namensgebung der Schleicherflugzeuge sorgt jedoch häufig für Verwirrungen. Gerade in den 1950er bis 1960er Jahren wurde die Namenskonvention im Hause Schleicher und vom Konstrukteur Rudolf Kaiser selbst geändert. So wurde Rudolf Kaiser spätestens 1956 darauf hingewiesen, dass sein Kürzel „Ka“ bereits während des Zweiten Weltkrieges durch den Konstrukteur Albert Kalkert der Gothaer Waggonfabrik belegt war. Siehe zum Beispiel: Kalkert Ka 430. Spätestens im Jahre 1966 erweiterte Alexander Schleicher die Musterbezeichnung um die dem Kürzel des Konstrukteurs vorangestellten Buchstaben „AS“ für Alexander Schleicher: ASK für Alexander Schleicher Kaiser oder ASW für Alexander Schleicher Waibel.
Diese Umstände sorgten dafür, dass die Ka 6 im Oktober 1955 noch als „Ka“ zugelassen wurde, im September 1956 folgte dann die K 7 ohne das „a“. In den Folgejahren wurden verschiedene Nachfolger der Ka 6, zum Beispiel die Ka 6 C/CR (1959) oder die Ka 6 BR-S (1963), weiter mit dem Ka versehen, während die K 6 E als weitgehende Neuentwicklung 1965 ohne das „a“ erschien. Bis 1963 erschienen verschiedene Versionen der Ka 6 weiter mit der alten Ka-Nomenklatur, als in der Zwischenzeit bereits die K 7, K 8, K 9, K 10 und K 11 mit der neuen Nomenklatur zugelassen wurden. Im Juli 1966 hatte die ASK 13 ihren Erstflug, doch im April 1967 erschien die K 12, die später in ASK 14 umbenannt wurde. Diese Umstände erschweren es, den einzelnen Schleicherflugzeugen ohne genaue Kenntnis der Literatur die korrekte Schreibweise zuzuordnen.
Die Flugzeuge werden in der Regel mit „K“ und der zugehörigen Nummer ausgesprochen. Der Umstand, dass in der deutschen Aussprache kein Unterschied zwischen „K“ und „Ka“ besteht, erschwert die korrekte, schriftliche Bezeichnung zusätzlich. Durch diese Umstände lässt sich erklären, warum die K 8, neben ihrer offiziellen Bezeichnung auch oft als Ka 8 erscheint.

## Gegenwart
Die K 8 ist ein äußerst leichtes Flugzeug und wird heute noch immer in der Anfängerschulung eingesetzt. Insbesondere Schüler, die ihre Segelflugausbildung auf einem Doppelsitzer wie der ASK 13 begonnen haben, werden nach den ersten Alleinflügen mit der K 8 als erstem einsitzigen Flugzeug losgeschickt.
Die K 8 ist ein unkompliziertes und robustes Flugzeug, wie die meisten vom Konstrukteur Kaiser entwickelten Flugzeugtypen, und verträgt auch härtere Landungen.
Durch das geringe Gewicht steigt die K 8 auch noch bei geringer Thermik und ist in schwachen Wetterlagen selbst modernen Kunststoffsegelflugzeugen überlegen.
Die Streckenflugleistungen dagegen sind vergleichsweise bescheiden.
Der Umstieg von zweisitzigen Schulungsflugzeugen wie der Ka 2 oder der ASK 13 auf die K 8 ist einfach, obwohl sie viel wendiger ist. Bemerkenswert ist auch die niedrige Abrissgeschwindigkeit von 55 km/h.

## Motorseglerausführungen

### K 8 B/Stihl
Für die K 8 B existierte ein Umbausatz, bestehend aus einem Stihl-Zweitaktmotor (wahlweise SK 120 FL mit 6,5 PS oder SK 120/137 FL mit 7,5 PS) und einem Dorn-72-Propeller. Das Triebwerk konnte zwischen den Tragflächen auf das Stahlrohrgerüst des Rumpfes aufgesteckt und bei Bedarf auch wieder entfernt werden. Ein Eigenstart war damit nicht möglich, gestartet wurde im Flugzeug-, Auto- oder Windenschlepp. Die Zulassung durch das deutsche Luftfahrt-Bundesamt erfolgte am 30. Juni 1960.

### K 8 B/KM 48
Zumindest ein Exemplar der K 8 B wurde von Fichtel & Sachs (Schweinfurt) mit einem Wankelmotor vom Typ KM 48, System NSU/Wankel und einem Kraftstofftank mit einem Fassungsvermögen von 5 l ausgerüstet. Das Triebwerk wurde, wie auch das der Version K 8 B/Stihl, reversibel zwischen den Tragflächen oberhalb des Rumpfes montiert. Dies war der erste in der Luftfahrt verwendete Wankelmotor, der bei einer Drehzahl von 5000/min 7 kW (10 PS) leistete. Er verbrauchte etwa 2,5 l/h und wog mit Zubehör 18,5 kg.
Ein Exemplar wurde 1973 im Luftsportverein (LSC) Herne mit diesem Wankelmotor ausgerüstet. Diese Variante wurde nach einigen Testflügen eingestellt, da die Flugleistungen nicht den Erwartungen entsprachen. Bei einem der Testflüge zerbrach der Propeller und zerstörte die Tragflächenbespannung in unmittelbarer Umgebung des Motors. Die K 8 B konnte aber trotzdem problemlos gelandet werden.
Die deutsche Zulassung erfolgte am 16. September 1960. Die Flugeigenschaften wurden als nahezu unverändert gegenüber der nicht motorisierten Version beschrieben. Mit eingeschaltetem Motor konnte sie 1,0 bis 1,5 m/s steigen, ein Eigenstart war jedoch nicht erlaubt.

## Technische Daten

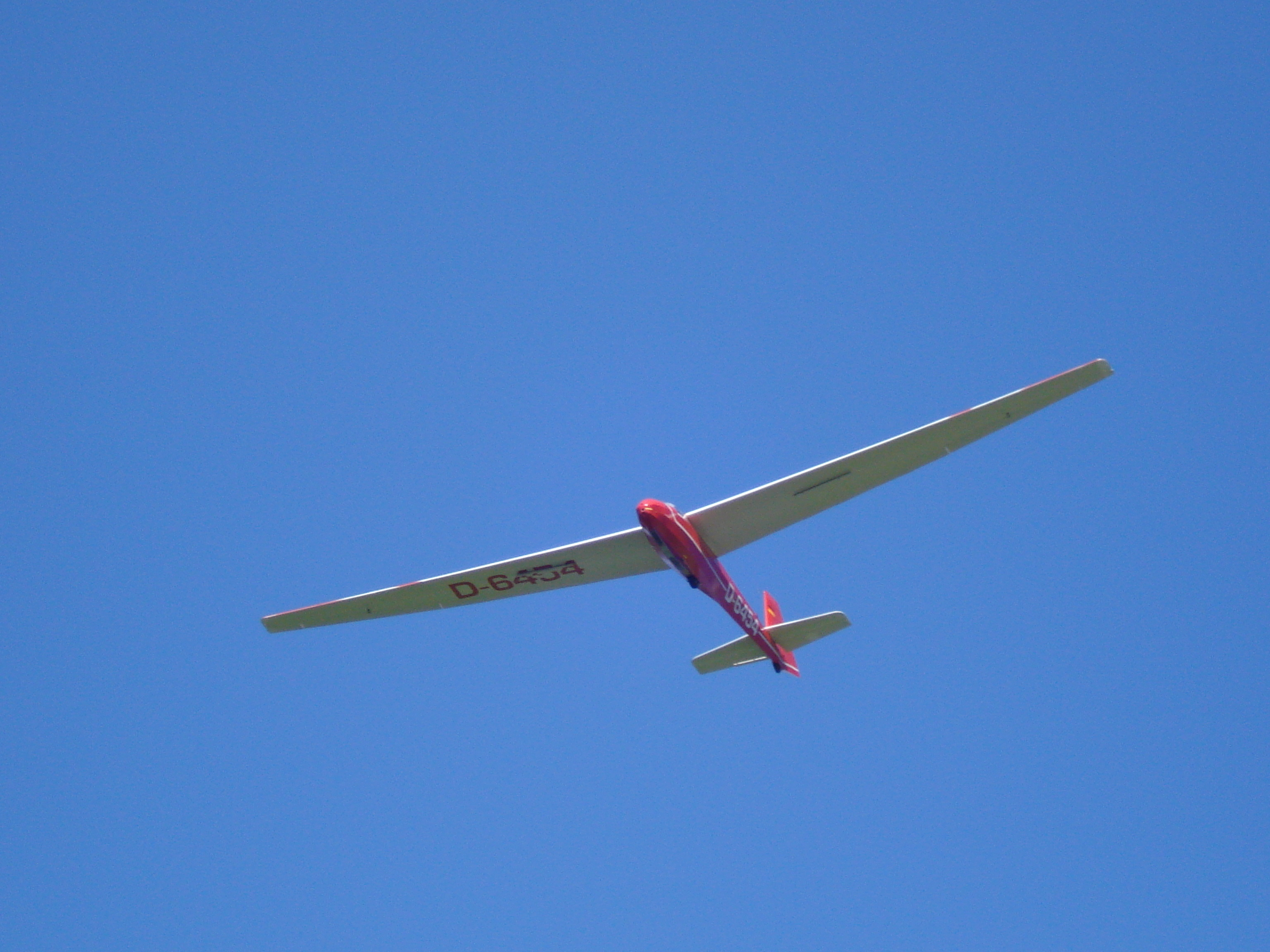
Im Flug

| Kenngröße                               | K 8 B         | K 8 B/Stihl                        | K 8 B/KM 48           |
| --------------------------------------- | ------------- | ---------------------------------- | --------------------- |
| Besatzung                               | 1             | 1                                  | 1                     |
| Passagiere                              | 0             | 0                                  | 0                     |
| Länge                                   | 7 m           | 7 m                                | 7 m                   |
| Höhe                                    | 1,58 m        | 1,58 m                             | 1,58 m                |
| Spannweite                              | 15 m          | 15 m                               | 15 m                  |
| Flügelfläche                            | 14,15 m²      | 14,15 m²                           | 14,15 m²              |
| Flügelstreckung                         | 15,9          | 15,9                               | 15,9                  |
| Flügelprofil (innen/außen)              | Gö 533/Gö 532 | Gö 533/Gö 532                      | Gö 533/Gö 532         |
| max. Flächenbelastung                   | 21,9 kg/m²    | N/A                                | N/A                   |
| Gleitzahl                               | 25            | N/A                                | N/A                   |
| Leermasse                               | ca. 190 kg    | N/A                                | N/A                   |
| max. Startmasse                         | 310 kg        | 310 kg                             | 310 kg                |
| Höchstzulässiges Lastvielfaches         | + 4/−2g       | N/A                                | N/A                   |
| Höchstgeschwindigkeit (ruhiges Wetter)  | 190 km/h      | 140 km/h                           | 150 km/h              |
| Höchstgeschwindigkeit (böiges Wetter)   | 130 km/h      | 130 km/h                           | 130 km/h              |
| Höchstgeschwindigkeit (Flugzeugschlepp) | 130 km/h      | 130 km/h                           | 130 km/h              |
| Höchstgeschwindigkeit (Windenstart)     | 100 km/h      | 100 km/h                           | 100 km/h              |
| Geringstes Sinken bei                   | 62 km/h       | N/A                                | N/A                   |
| Bestes Gleiten bei                      | 75 km/h       | N/A                                | N/A                   |
| Mindestgeschwindigkeit                  | 55 km/h       | N/A                                | N/A                   |
| Überziehgeschwindigkeit                 | 52 km/h       | N/A                                | N/A                   |
| Triebwerke                              | ohne          | Stihl SK 120 FL oder SK 120/137 FL | Fichtel & Sachs KM 48 |